# 51825 Davidbrown
51825 Davidbrown è un asteroide della fascia principale. Scoperto nel 2001, presenta un'orbita caratterizzata da un semiasse maggiore pari a 2,9663597 au e da un'eccentricità di 0,0698285, inclinata di 9,61841° rispetto all'eclittica.
L'asteroide è dedicato all'astronauta statunitense David McDowell Brown, specialista della missione STS-107 tragicamente conclusasi con il disastro dello Space Shuttle Columbia. Agli altri menmbri dell'equipaggio sono stati dedicati gli asteroidi 51823 Rickhusband, 51824 Mikeanderson, 51826 Kalpanachawla, 51827 Laurelclark, 51828 Ilanramon e 51829 Williemccool.